# B4GALT3
La beta-1,4-galactosiltransferasa 3 (B4GT3) es una enzima (EC:2.4.1.38) que en humanos está codificada por el gen B4GALT3.  
Este gen es uno de los siete genes de beta-1,4-galactosiltransferasa (beta4GalT). Codifican glicoproteínas unidas a membrana de tipo II que parecen tener especificidad exclusiva por el sustrato donante UDP-galactosa; todos transfieren galactosa en un enlace beta1,4 a azúcares aceptores similares: GlcNAc, Glc y Xyl. Cada beta4GalT tiene una función distinta en la biosíntesis de diferentes glicoconjugados y estructuras de sacáridos. 
Como proteína de membrana de tipo II, tienen una secuencia señal hidrófoba N-terminal que dirige la proteína al aparato de Golgi y que luego permanece sin escindir para funcionar como anclaje transmembrana. 
Por similitud de secuencia, los beta4GalT forman cuatro grupos: beta4GalT1 y beta4GalT2, beta4GalT3 y beta4GalT4, beta4GalT5 y beta4GalT6, y beta4GalT7. Este gen codifica una enzima que puede estar implicada principalmente en la síntesis de la primera unidad de N-acetilactosamina de las cadenas de poli-N-acetilactosamina.

## Otras lecturas
- Amado M, Almeida R, Schwientek T, Clausen H (2000). «Identification and characterization of large galactosyltransferase gene families: galactosyltransferases for all functions.». Biochim. Biophys. Acta 1473 (1): 35-53. PMID 10580128. doi:10.1016/S0304-4165(99)00168-3.
- Davidsson J, Andersson A, Paulsson K (2008). «Tiling resolution array comparative genomic hybridization, expression and methylation analyses of dup(1q) in Burkitt lymphomas and pediatric high hyperdiploid acute lymphoblastic leukemias reveal clustered near-centromeric breakpoints and overexpression of genes in 1q22-32.3.». Hum. Mol. Genet. 16 (18): 2215-25. PMID 17613536. doi:10.1093/hmg/ddm173.
- Gregory SG, Barlow KF, McLay KE (2006). «The DNA sequence and biological annotation of human chromosome 1.». Nature 441 (7091): 315-21. Bibcode:2006Natur.441..315G. PMID 16710414. doi:10.1038/nature04727.
- Gerhard DS, Wagner L, Feingold EA (2004). «The Status, Quality, and Expansion of the NIH Full-Length cDNA Project: The Mammalian Gene Collection (MGC)». Genome Res. 14 (10B): 2121-7. PMC 528928. PMID 15489334. doi:10.1101/gr.2596504.
- Ota T, Suzuki Y, Nishikawa T (2004). «Complete sequencing and characterization of 21,243 full-length human cDNAs». Nat. Genet. 36 (1): 40-5. PMID 14702039. doi:10.1038/ng1285.
- Strausberg RL, Feingold EA, Grouse LH (2003). «Generation and initial analysis of more than 15,000 full-length human and mouse cDNA sequences». Proc. Natl. Acad. Sci. U.S.A. 99 (26): 16899-903. Bibcode:2002PNAS...9916899M. PMC 139241. PMID 12477932. doi:10.1073/pnas.242603899.
- Guo S, Sato T, Shirane K, Furukawa K (2002). «Galactosylation of N-linked oligosaccharides by human beta-1,4-galactosyltransferases I, II, III, IV, V, and VI expressed in Sf-9 cells». Glycobiology 11 (10): 813-20. PMID 11588157. doi:10.1093/glycob/11.10.813.
- Robinson WE, Montefiori DC, Mitchell WM (1988). «Evidence that mannosyl residues are involved in human immunodeficiency virus type 1 (HIV-1) pathogenesis». AIDS Res. Hum. Retroviruses 3 (3): 265-82. PMID 2829950. doi:10.1089/aid.1987.3.265.
- Kozarsky K, Penman M, Basiripour L (1989). «Glycosylation and processing of the human immunodeficiency virus type 1 envelope protein». J. Acquir. Immune Defic. Syndr. 2 (2): 163-9. PMID 2649653.
- Dewar RL, Vasudevachari MB, Natarajan V, Salzman NP (1989). «Biosynthesis and processing of human immunodeficiency virus type 1 envelope glycoproteins: effects of monensin on glycosylation and transport». J. Virol. 63 (6): 2452-6. PMC 250699. PMID 2542563. doi:10.1128/jvi.63.6.2452-2456.1989.
- Pal R, Hoke GM, Sarngadharan MG (1989). «Role of oligosaccharides in the processing and maturation of envelope glycoproteins of human immunodeficiency virus type 1». Proc. Natl. Acad. Sci. U.S.A. 86 (9): 3384-8. Bibcode:1989PNAS...86.3384P. PMC 287137. PMID 2541446. doi:10.1073/pnas.86.9.3384.
- Kalyanaraman VS, Rodriguez V, Veronese F (1990). «Characterization of the secreted, native gp120 and gp160 of the human immunodeficiency virus type 1». AIDS Res. Hum. Retroviruses 6 (3): 371-80. PMID 2187500. doi:10.1089/aid.1990.6.371.

- Datos: Q18033228